# Leif Cuzner
Leif Cuzner, znany również jako Leffe (ur. 2 kwietnia 1973 w Sztokholmie, zm. 6 czerwca 2006 w Montrealu) – szwedzki muzyk, gitarzysta i basista. Znany był przede wszystkim z występów w zespole Nihilist, który później przekształcił się w Entombed.

## Życiorys
Cuzner rozpoczął karierę muzyczną w roku 1986 w zespole Sons of Satan. Później dołączył do grupy Brainwarp, którą założył Nicke Andersson wraz z nim oraz Alexem Hellidem. Początkowo pełnił w zespole rolę basisty, jednak po krótkim czasie przerzucił się na gitarę elektryczną. Wystąpił na pierwszych dwóch nagraniach demo grupy nim opuścił zespół w 1989 roku. Po odejściu z Nihilist na krótko dołączył do grupy Lobotomy.
Cuzner był uważany za twórcę brzmienia gitarowego określanego jako "buzzsaw" poprzez podkręcenie wszystkich pokręteł kostki Boss HM-2 do maximum. Zostało to najpierw przyjęte przez Ulfa Cederlunda, potem przez Sunlight Studios. Brzmienie "buzzsaw" można usłyszeć na wielu albumach szwedzkiego death metalu, np. Left Hand Path zespołu Entombed.
Chociaż nie był członkiem Entombed, kiedy to zespół funkcjonował już pod nową nazwą, to jednak był współtwórcą muzyki na ich debiutanckiej płycie Left Hand Path wraz z Nicke Anderssonem i Ulfem Cederlundem.
W 1990 przeprowadził się do Montrealu, gdzie mieszkał aż do śmierci. Chciał tam założyć nowy zespół, ale nie mógł do tego znaleźć ludzi. Kiedy Uffe Cederlund rozstał się z Entombed w 2005, Alex Hellid chciał, by Leffe dołączył do zespołu jako drugi gitarzysta, ale nie zdążył go o to poprosić.
Cuzner popełnił samobójstwo 6 czerwca 2006 w wieku 33 lat poprzez powieszenie.

## Dyskografia
- Nihilist – Premature Autopsy (Demo, 1988, wydanie własne)
- Nihilist – Only Shreds Remain (Demo, 1989, wydanie własne)